# Триград
Триград (болг. Триград) — село на юге Болгарии. Находится в Смолянской области, входит в общину Девин. Население составляет 640 человек. Расположено в горах Родопы, на высоте 1240 м над уровнем моря.
Большая часть жителей — мусульмане-сунниты, меньшая — православные христиане. В селе есть мечеть и небольшая православная церковь. Также в селе есть школа и читалиште.

## Политическая ситуация
В местном кметстве Триград, в состав которого входит Триград, должность кмета (старосты) исполняет Спартак Алексиев Богданов (Болгарская социалистическая партия (БСП)) по результатам выборов правления кметства.
Кмет (мэр) общины Девин — Здравко Василев Василев (Движение за права и свободы (ДПС)) по результатам выборов в правление общины.

## Достопримечательности
Неподалёку от села расположены три объекта из числа 100 туристических объектов Болгарии: в 1,5 км к северу — Триградское ущелье и пещера Дьявольское горло, а к северо-западу от села, в двух часах ходьбы — Ягодинская пещера.

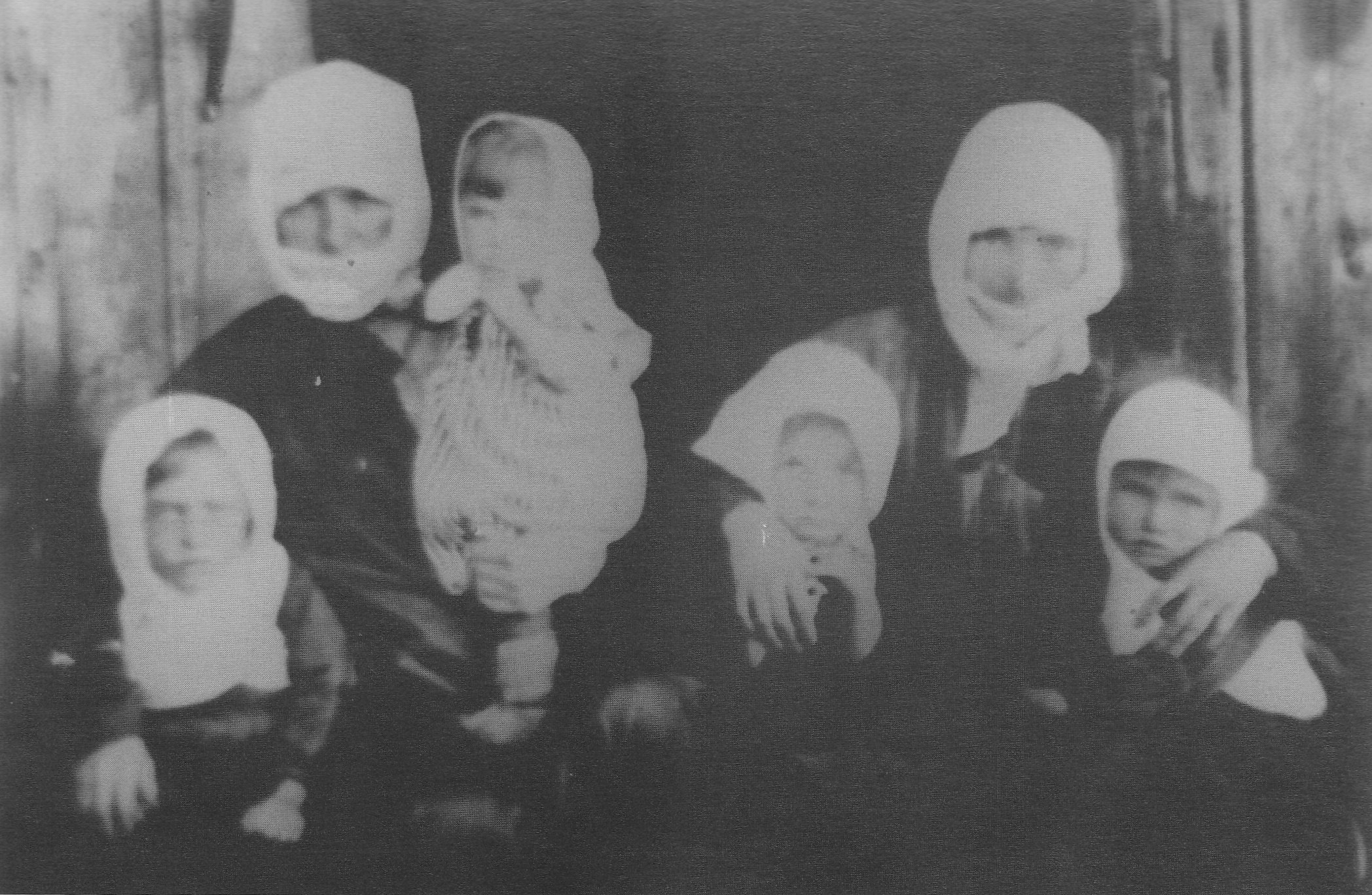
Помакские женщины — жительницы Триграда, фото 1928 года